# 45 (альбом)
«45» (читается как «Сорок пять») — дебютный студийный альбом советской рок-группы «Кино», записанный совместно с музыкантами из группы «Аквариум» и выпущенный на бобинах в 1982 году. Тогда группа «Кино» состояла всего из двух человек — Виктора Цоя и Алексея Рыбина; музыканты ещё не обладали широкой известностью и возможность записать накопленный за три года материал получили благодаря содействию Бориса Гребенщикова. Сведение альбома было произведено подпольно — в Доме пионеров Красногвардейского района, где Андрей Тропилло обустроил полулегальную звукозаписывающую студию «АнТроп».
«Сорок пять» стал одним из первых рок-альбомов в Советском Союзе, в которых вместо настоящей ударной установки применялась драм-машина. Для создания требуемого звука, помимо акустических, электро- и бас-гитар, активно использовались флейта, виолончель и колокольчики. Тексты песен получились почти полностью лишёнными злободневности и каких-либо идеологических призывов — из-за преобладания в них жизнерадостности и лиричности дуэт музыкантов называли «новыми романтиками». Презентация программы состоялась на концерте в Ленинградском рок-клубе ещё до завершения студийной работы. Альбом удостоился сдержанных отзывов и не пользовался большой популярностью среди критиков. Запись оказалась единственной студийной работой в дискографии группы, в которой принимал участие Алексей Рыбин, так как из-за идеологических разногласий с Виктором Цоем он вскоре покинул «Кино», и больше два музыканта намеренно никогда не встречались — лишь пару раз пересекались на сборных концертах («солянках»), но никогда не разговаривали друг с другом.
В отличие от остальных альбомов группы, «Сорок пять» вплоть до 2012 года не выходил на грампластинках. Во время записи была допущена значительная техническая ошибка, в будущем не позволившая переиздать материал в формате грампластинки, и до 1994 года он существовал только на магнитной ленте. В середине 1990-х компания «Мороз Рекордс» произвела несколько переизданий в цифровом варианте на компакт-диске. В 2012 году альбом был впервые выпущен на грампластинке с цифровым ремастерингом тиражом всего в 1000 экземпляров компанией Moroz Records. Тираж был напечатан в Германии в составе «Коллекции Кино» на грампластинке. Многие из песен альбома получили большу́ю популярность, вошли во множественные сборники и закрепились в концертном репертуаре группы вплоть до её распада в 1990 году.

## Предпосылки записи
В середине 1970-х гг. ученик художественного училища Виктор Цой начал интересоваться музыкой, но первое время самостоятельно петь «стеснялся», ограничиваясь игрой на бас-гитаре в группах «Палата № 6» и «Автоматические удовлетворители». Его первые сольные выступления и активное сочинительство начались с конца 1980 года; в это же время он подружился с Алексеем Рыбиным и Олегом Валинским, вместе с которыми летом 1981 года поехал отдыхать в Крым, где было принято решение о создании группы с рабочим названием «Гарин и гиперболоиды». Осенью группу зачислили в Ленинградский рок-клуб, после чего Валинский внезапно был призван в армию и покинул коллектив (на самом деле, он уже давно прошёл медкомиссию, но просто не хотел огорчать друзей подобной новостью). Оставшись вдвоём, Цой и Рыбин принялись отрабатывать накопленный материал и готовиться к записи дебютного альбома, а также поменяли название группы на «Кино»:

Пусть будет «Кино». Чего мы головы ломаем? Какая, в принципе, разница? А слово хорошее — всего четыре буквы, можно красиво написать, на обложке альбома нарисовать что-нибудь…— Виктор Цой

Алексей Рыбин и Виктор Цой — основатели группы «Кино», 1982 год

Работа над записью альбома началась благодаря знакомству молодых музыкантов с Борисом Гребенщиковым. Судя по воспоминаниям очевидцев, первая встреча Виктора Цоя и Гребенщикова произошла на концерте в честь тридцатилетия Андрея Тропилло, где выступали «Автоматические удовлетворители», с которыми Цой играл на басу, а затем исполнил несколько своих вещей. Само же знакомство состоялось в электричке, на которой музыканты возвращались из Петергофа с концерта, организованного Гребенщиковым в здании Ленинградского университета. У Цоя оказалась с собой гитара, и он спел две свои песни — «Вася любит диско» и «Мои друзья»; вторая песня очень понравилась БГ, и он отметил: «Когда слышишь правильную и нужную песню, всегда есть такая дрожь первооткрывателя, который нашёл драгоценный камень или, там, амфору бог знает какого века — вот у меня тогда было то же самое». С другой стороны, знакомство происходило через Майка. По просьбе Цоя, они пошли в гости к Гребенщикову знакомиться. Следующая знаменательная встреча произошла на дне рождения Рыбина — после распития большого количества спиртных напитков двое друзей решили исполниль почти весь свой тогдашний репертуар, который впоследствии и лёг в основу «Сорока пяти»:

Когда я слышу классическую песню, я её узнаю... И когда люди, практически ни кому не известные, садятся и поют подряд набор классических песен — это вводит в полное остолбенение. Я оттуда уехал с мыслью о том, что нужно немедленно поднимать Тропилло, и пока вот это чудо функционирует, его записывать... И нужно это делать прямо сейчас.— Борис Гребенщиков

## Работа в студии
Вплоть до 1986 года в СССР монополией на запись музыкальных альбомов и выпуск пластинок обладала государственная фирма «Мелодия», поэтому, чтобы обойти цензуру, многие рок-музыканты в то время записывались на подпольных студиях: в частности, музыканты «Аквариума» записывали свои альбомы в Доме пионеров Красногвардейского района, где Андрей Тропилло из нескольких помещений создал так называемую студию «АнТроп». По окончании сведения «Треугольника» Борис Гребенщиков сразу же пригласил туда участников группы «Кино» (Тропилло ранее уже видел их в деле, поэтому согласился записывать без предварительного прослушивания). «Попав в настоящую студию, мы слушали Тропилло, как бога-отца, и Гребенщикова, как бога-сына, — вспоминает Рыбин. — Мы выглядели послушными и боязливыми и были счастливы уже от того, что у нас есть возможность записываться». 
Так как группа «Кино» в то время состояла всего из двух человек, Гребенщиков попросил помочь своих коллег по «Аквариуму»: Всеволода Гаккеля (виолончель), Андрея Романова (флейта) и Михаила Файнштейна-Васильева (бас-гитара). В связи с отсутствием барабанщика было решено использовать драм-машину, отечественный ритм-бокс «Электроника». Под механический звук этого электрического устройства, напоминавшего «самодельную партизанскую мину», записывались 12-струнная акустическая гитара Цоя и электрическая гитара, одолженная Рыбиным у Гребенщикова. Программированием драм-машины занимался Васильев.

Мы никак не предполагали, что с драм-машиной у нас будет столько возни. Тогда мы впервые столкнулись с этой штукой и никак не могли удержаться в нужном ритме — всё время улетали вперёд. Всё дело было в том, что машину было очень плохо слышно, и Витькина гитара забивала пшиканье этого аппарата, а когда возникала пауза, то выяснялось, что мы опять вылезли из ритма. Поскольку закоммутировать машину иначе было невозможно, то решение проблемы нашёл Фан (Васильев) — он стал размашисто дирижировать нам из аппаратной; мы смотрели на него и кое-как записали несколько болванок, придерживаясь нужного ритма.— Алексей Рыбин
Сначала для всех песен были записаны инструментальные болванки, и уже потом на них накладывались вокал и гитарное соло (кроме того, для некоторых композиций Цой сыграл дополнительные партии на басу). В песнях «Солнечные дни» и «Алюминиевых огурцы» Гребенщиков сыграл на колокольчиках, а в некоторых других песнях подыграл на электрогитаре. Тропилло, вместе с остальными музыкантами, демоническим голосом подпел в припеве песни «Время есть, а денег нет» (Гребенщиков при этом играл на гитаре, пущенной через ревербератор), а в лирической композиции «Дерево» задушевно исполнил партию на блокфлейте. Во время записи «Восьмиклассницы» произошёл курьёз: вместо требуемой тридцать восьмой скорости была включена девятая, поэтому трек получился дефектным, и это обстоятельство в будущем помешало изданию альбома на виниле. Запись продолжалась на протяжении полутора месяцев; всего было сведено 14 композиций, 13 из которых попали в альбом.

Я думаю, что Цою хотелось, вероятно, не совсем того, что получилось. Скорее всего, ему хотелось рок-н-ролльного звука — звука «Кино», который возник на их альбомах впоследствии. Но из-за нехватки людей, из-за моего неумения сделать то, чего они хотят, и их неумения объяснить, чего именно они хотят, получилось «Сорок пять».— Борис Гребенщиков

## История создания песен альбома

### Алюминиевые огурцы
Песня «Алюминиевые огурцы» была написана Цоем под впечатлением от осенних сельскохозяйственных работ, на которые его отправили от училища, где он в то время учился на резчика по дереву. Многие фанаты впоследствии пытались разгадать скрытый смысл «посадки алюминиевых огурцов на брезентовом поле», но в одном из интервью 1987 года сам Цой сказал, что никакого смысла в тексте нет и, на самом деле, это была попытка «полного разрушения реальности».

### Солнечные дни
Эта депрессивная песня родилась тогда, когда в декабре 1981 года Ленинград завалило «белой гадостью». Она выказывает неприязнь Цоя к холодному времени года: «Я раздавлен зимой, я болею и сплю, // И порой я уверен, что зима навсегда».

### Бездельник № 2
«Бездельник № 2» является переработанной песней «Идиот» — одной из первых песен Цоя, которую он написал ещё до создания группы «Кино», но ни на одном концерте никогда не исполнял. 

### Электричка
Обоим участникам группы утром приходилось рано вставать, чтобы вовремя приезжать на учёбу или работу, в результате чего появилась «полумистическая» и «жутковатая» песня под названием «Электричка» со словами «электричка везёт меня туда, куда я не хочу». Строчка «мне, наверно, с утра нужно было пойти к врачу» ссылается на психиатров, которых Цой и Рыбин вынуждены были посещать, чтобы «откосить» от службы в армии. Песня построена всего на двух аккордах, а гитарное соло играется малыми, «очень режущими слух» интервалами.

### Восьмиклассница
По воспоминаниям Алексея Рыбина, «восьмиклассницей» Цой называл девушку, с которой познакомился во время учёбы в ПТУ. Время от времени он играл в небольшой рок-группе при училище, исполнявшей не только известные зарубежные хиты, но и песни собственного сочинения. Тогда-то у подобного творчества и появилось несколько поклонниц, и с одной из них Виктор Цой сблизился — стал проводить с ней много времени, встречаться по вечерам и провожать до дома.

В один из таких вечеров, вернувшись с очередной романтической прогулки, он, буквально за двадцать минут, сочинил свою знаменитую песню «Восьмиклассница», вернее, не сочинил, а зарифмовал всё то, что с ним происходило на самом деле — от «конфеты ешь» до «по географии трояк»... И получилось это просто замечательно.— Алексей Рыбин

### Мои друзья
«Мои друзья» — одна из первых песен, написанных Виктором Цоем, и первая его песня, ставшая известной. Появилась она ещё во время сотрудничества с «Автоматическими удовлетворителями», когда музыканты в большом составе жили и ночевали в квартире Свина, а когда просыпались, то сразу же шли к «пивным ларькам».

### Другие песни
Ситар из песни «Ситар играл» музыканты имели возможность наблюдать в Москве, в гостях у Сергея Рыженко: «В конце репетиции он дал нам ознакомиться с ситаром и эта штука так нас увлекла, что мы готовы были просидеть с этим инструментом весь день, просто извлекая любые звуки, и, приложив ухо к верхнему резонатору, медитировать». Оканчивающая трек-лист композиция «Я — асфальт», предположительно, посвящена некому начальнику автодорожной службы, который дружил с участниками группы и всячески им помогал. По словам Андрея Тропилло, этот человек ассоциировал себя с асфальтом и считал, что текст написан про него. Песня создавалась уже на студии и строилась без какого-либо рефрена и всего лишь на одном гитарном риффе. Её запись изначально не была запланирована, однако Гребенщиков, услышавший мелодию из аппаратной, на этом настоял.
Цой очень скрупулёзно относился к написанию своих песен, подолгу перебирая слова в текстах; крайне серьёзно подходил к составлению аранжировок. «Витька заменял одни аккорды другими до тех пор, пока не добивался полной гармонии, — вспоминал Рыбин. — В ранних песнях „Кино“ нет сомнительных мест, и изменить в них что-то практически невозможно». Кроме всего прочего, в 1979 году была написана песня под названием «Вася любит диско, диско и сосиски», однако в среде рокеров и панков отношение к диско-музыке тогда было резко негативным, поэтому в альбом её решили не включать и вообще убрали из репертуара.

## Оформление альбома
Название альбома в виде числительного «45» было принято в соответствии с общей длительностью песен, включённых в него — около сорока пяти минут. Трёхминутная песня «Я — асфальт» в самый последний момент из списка композиций была удалена, поэтому альбому следовало бы называться «42». Оформлением занимался молодой фотограф и друг музыкантов Алексей Вишня; он сделал обложку, на которой изображён Виктор Цой, держащий в руках слово «КИНО». Первоначально планировалось сфотографировать обоих участников группы во фраках, жабо и с пистолетами на фоне какого-нибудь купчинского пустыря, но позже от этого замысла отказались и оставили просто изображение Цоя. На обратной стороне обложки, помимо названий песен, поместили ещё две надписи: «песни — Цой, продюсер — Гребенщиков». В 1994 году компанией «Мороз Рекордс» было произведено переиздание альбома; на обложку при этом была помещена одна из картин, нарисованных Цоем, на которой изображён плывущий по ночному морю жёлтый корабль. Переиздания 1996 и 1998 годов по части оформления ничем друг от друга не отличались.

## Концерт в рок-клубе

Алексей Рыбин и Виктор Цой выступают на сцене в образе «новых романтиков»

Весной 1982 года музыканты группы «Кино», впервые в своей истории, выступили в Ленинградском рок-клубе. Этот концерт, по сути, и являлся презентацией будущего альбома, поскольку с Цоем и Рыбиным играли также участники «Аквариума» и песни исполнялись в точно таком же порядке, как записывались в студии. Борис Гребенщиков предложил использовать на концерте драм-машину, но так как под каждую песню аппарат нужно было долго настраивать, решено было в итоге записать её звук на кассету и во время выступления просто включить фонограмму. Аккомпанемент был записан к семи наиболее «боевым» композициям, причём фонограмма песни «Когда-то ты был битником» писалась с некоторым запасом — во время её исполнения планировалось устроить небольшой «джем». За день до концерта в Доме культуры имени Цюрупы состоялась генеральная репетиция (кто-то из «Аквариума» числился там руководителем вокально-инструментального ансамбля, и у него был доступ к достаточно большому помещению со всей необходимой аппаратурой). Чтобы не ходить на работу, Рыбин притворился простуженным и взял у врача больничный лист, а Цой на несколько дней по семейным обстоятельствам отпросился из училища.
За внешний вид музыкантов отвечала будущая жена Цоя Марианна: Виктора она одела в позолоченную жилетку с кружевами и поддельными бриллиантами, а из Рыбина с помощью грима, лака для волос и гардеробов Театра юного зрителя сделала Франкенштейна. Подобный имидж превалирующие в зале хард-рокеры восприняли крайне негативно, встретив группу выкриками наподобие «эстрада сопливая», однако уже после исполнения первой песни («Я — асфальт») недовольные зрители притихли, и, в целом, концерт прошёл удачно. Выступление продолжалось примерно тридцать минут, при этом перерывы между барабанными партиями на фонограмме составляли около семи-восьми секунд, плёнку не останавливали, и все песни пришлось играть непрерывно. Во время исполнения финальной композиции («Когда-то ты был битником») Борис Гребенщиков оставил магнитофон включённым и вышел на сцену с огромным барабаном на животе. Затем к группе присоединился Майк Науменко и сыграл энергичное гитарное соло в стиле Чака Берри, а закончил песню приятель музыкантов Игорь «Монозуб» Гудков, исполнив протяжную партию на саксофоне. Кроме того, в качестве музыкантов в дебюте группы принимали участие Михаил Файнштейн-Васильев и Дюша Романов. Зрители были довольны, и руководство рок-клуба отозвалось о выступлении одобрительно.

## Отзывы и критика
Первый отрицательный отзыв о творчестве только что образовавшейся группы поступил во время экзаменационного концерта при вступлении в Ленинградский рок-клуб. Тогдашняя его руководительница, Татьяна Иванова, после прослушивания шести-семи песен из альбома обвинила музыкантов в отклонении от идеалов рока:

Ну и что ты хочешь сказать своими песнями? Какова идея твоего творчества? Что ты бездельник? Это очень хорошо? И остановки только у пивных ларьков — это что, все теперь должны пьянствовать? Ты это хочешь сказать? А что за музыка у вас? Это, извините меня, какие-то подворотни…— Татьяна Иванова Виктору Цою
Первое время ленинградская рок-тусовка воспринимала альбом без энтузиазма или не воспринимала вообще, а московский самиздатовский журнал «Ухо» назвал песни «расслабленным бряцаньем по струнам», в котором «серной кислотой вытравлены всякий смысл и содержание». Тем не менее более поздние рецензии были исключительно положительными. Александр Житинский, обозреватель подпольного журнала «Рокси», назвал получившийся материал «феноменальным по свежести и музыкальной самобытности». Известный продюсер-журналист Александр Кушнир включил «Сорок пять» в число наиболее значимых магнитоальбомов советского периода и охарактеризовал его одним из самых светлых и лиричных альбомов за всю историю русского рока. Песня «Восьмиклассница» попала в список «100 лучших песен русского рока в XX веке», составленный Нашим радио на основе выбора радиослушателей, поднявшись в нём до 47-й позиции. Коллеги-музыканты тоже высказывались об альбоме положительно:

Однажды обыденность наших регулярных встреч была нарушена. Вместо «Beatles» и «Grateful Dead» Боря (Гребенщиков) поставил плёнку с непривычной музыкой. Она сразу зацепила нас, да так, что и по сей день каждую зиму я смотрю на портрет брата в траурной рамке и включаю магнитофон с этой записью — «Солнечные дни» Виктора Цоя.
— Александр Липницкий
Несмотря на то, что многие песни из альбома впоследствии стали хитами, сами участники группы «Кино» отзывались о нём довольно прохладно. Виктор Цой в интервью журналу «Рокси» назвал песни альбома «бардовским вариантом» и признался, что был против его выпуска, поскольку запись, с его точки зрения, получилась сырой. Спустя многие годы, не менее скептически оценил альбом и Рыбин: «Единственное, что в „45“ есть хорошего — это трогательная непосредственность песен. Сами же песни представлены на альбоме очень наивно, а аранжировки отсутствуют как класс».

## Влияние на культуру
В 2000 году в память Виктору Цою был записан двойной трибьют-альбом под названием «КИНОпробы», в который вошли семь кавер-версий на песни из «Сорока пяти»: «Алюминиевые огурцы», «Солнечные дни», «Бездельник» (два варианта), «Электричка», «Восьмиклассница» и «Когда-то ты был битником». Сразу после релиза альбом был поддержан двумя масштабными стадионными концертами в Москве и Санкт-Петербурге, где одноимённые песни прозвучали ещё и в живом варианте. В 2002 году на концерте, организованном в честь Дня рождения Виктора Цоя, группа «ДДТ» исполнила песни «Просто хочешь ты знать» и «Когда-то ты был битником», которые впоследствии были изданы на соответствующем концертном сборнике.

Песню «Алюминиевые огурцы» я выбрал по той простой причине, что я с удовольствием слушал альбом, где она была, в 1980-х годах, и когда поступило предложение, я с удовольствием её и обыграл.— Эдмунд Шклярский о песне «Алюминиевые огурцы»

Мы записали песню «Солнечные дни», причём не только на русском языке, но ещё и на украинском, и на французском. Оба эти языка очень хорошо легли на музыку Цоя. У меня в голове сразу сложилось, как это будет звучать, я быстро набросал переводы на оба языка, даже с рифмами. Мы решили записать три версии, а потом выбрать, какая лучше. Но все версии получились хорошие, и тогда мы записали ещё и версию на трёх языках сразу.— Олег Скрипка о песне «Солнечные дни»

«Кино» и «Аквариум» — вообще, это были две записи русскоязычного рока, которые попались мне для прослушивания. Это, по-моему, было в 1983—84 году. И на одной бобине был записан с одной стороны альбом «Аквариума», а с другой стороны — альбом «45» «Кино». Поэтому, в общем-то, выбор песни для трибьюта был вполне закономерен.— Илья Лагутенко о песне «Восьмиклассница»
Песня «Время есть, а денег нет» попала в триллеры «Жесть» (2006) и «Груз 200» (2007): в первом случае она исполнялась двумя нетрезвыми героинями, а во втором была добавлена в саундтрек и звучала во время финальных титров. Кроме того, в 2006 году на экраны вышел фильм-концерт о творчестве Виктора Цоя «Просто хочешь ты знать», в который вошла одноимённая песня, а также «Бездельник».

## Издания
| Регион | Дата | Лейбл            | Формат | Каталог        |
| ------ | ---- | ---------------- | ------ | -------------- |
| СССР   | 1982 | «АнТроп»         | Бобина | нет            |
| Россия | 1994 | Moroz Records    | CD     | MR 94014 CD    |
| Россия | 1994 | Moroz Records    | CS     | MR 94001 MC    |
| Россия | 1996 | Moroz Records    | CD     | MR 96146 CD    |
| Россия | 1996 | Moroz Records    | CS     | MR 96001 MC    |
| Россия | 1996 | Moroz Records    | CS     | MR 96001 MC    |
| Литва  | 1996 | Moroz Records    | CS     |                |
| Россия | 1998 | Moroz Records    | CD     | dMR 01398 CD   |
| Россия | 2002 | Moroz Records    | CD     | MR 96146 CD    |
| Россия | 2005 | Moroz Records    | CD     | dMR 01398 CD   |
| Россия | 2012 | Moroz Records    | CD     | MR 12001 CD    |
| Россия | 2012 | Moroz Records    | CD     | dMR 01398 CD   |
| Россия | 2012 | Moroz Records    | LP     | MR 12016 LP    |
| Россия | 2017 | Moroz Records    | LP     | MR 12016 LP    |
| Россия | 2021 | «АнТроп»         | CD     | ATRCD 21451/53 |
| Россия | 2024 | Maschina Records | LP     | MKK821LP       |
| Россия | 2024 | Maschina Records | CD     | MKK821CD       |
| Россия | 2024 | Maschina Records | CS     | MKK821MC       |

## Список композиций

### Издание Moroz Records
Слова и музыка всех песен — написаны Виктором Цоем.
| №                   | Название                  | Длительность |
| ------------------- | ------------------------- | ------------ |
| 1.                  | «Время есть, а денег нет» | 4:08         |
| 2.                  | «Просто хочешь ты знать»  | 3:29         |
| 3.                  | «Алюминиевые огурцы»      | 2:56         |
| 4.                  | «Солнечные дни»           | 3:12         |
| 5.                  | «Бездельник»              | 3:14         |
| 6.                  | «Бездельник № 2»          | 3:06         |
| Общая длительность: | Общая длительность:       | 20:05        |

| №                   | Название                                           | Длительность |
| ------------------- | -------------------------------------------------- | ------------ |
| 1.                  | «Электричка»                                       | 2:36         |
| 2.                  | «Восьмиклассница»                                  | 2:45         |
| 3.                  | «Мои друзья»                                       | 4:27         |
| 4.                  | «Ситар играл»                                      | 1:34         |
| 5.                  | «Дерево»                                           | 1:43         |
| 6.                  | «Когда-то ты был битником»                         | 3:41         |
| 7.                  | «На кухне»                                         | 3:03         |
| 8.                  | «Я — асфальт» (бонус-трек в переиздании 1996 года) | 3:10         |
| Общая длительность: | Общая длительность:                                | 22:59        |

### Оригинальный магнитоальбом
| №                   | Название                   | Длительность |
| ------------------- | -------------------------- | ------------ |
| 1.                  | «Время есть, а денег нет»  | 4:12         |
| 2.                  | «Алюминиевые огурцы»       | 3:09         |
| 3.                  | «Бездельник № 1»           | 3:14         |
| 4.                  | «Просто хочешь ты знать»   | 3:35         |
| 5.                  | «Солнечные дни»            | 3:32         |
| 6.                  | «Электричка»               | 2:41         |
| 7.                  | «Бездельник № 2»           | 3:09         |
| 8.                  | «Асфальт»                  | 3:20         |
| 9.                  | «Дерево»                   | 1:51         |
| 10.                 | «Восьмиклассница»          | 2:51         |
| 11.                 | «Когда-то ты был битником» | 3:52         |
| 12.                 | «Мои друзья»               | 4:29         |
| 13.                 | «Ситар играл»              | 1:39         |
| 14.                 | «На кухне»                 | 3:15         |
| Общая длительность: | Общая длительность:        | 44:49        |

### Издание Maschina Records
| №                   | Название                   | Длительность |
| ------------------- | -------------------------- | ------------ |
| 1.                  | «Время есть, а денег нет»  | 4:16         |
| 2.                  | «Просто хочешь ты знать»   | 3:37         |
| 3.                  | «Алюминиевые огурцы»       | 3:12         |
| 4.                  | «Солнечные дни»            | 3:33         |
| 5.                  | «Бездельник № 1»           | 3:16         |
| 6.                  | «Бездельник № 2»           | 3:17         |
| 7.                  | «Электричка»               | 2:42         |
| 8.                  | «Восьмиклассница»          | 2:55         |
| 9.                  | «Мои друзья»               | 4:33         |
| 10.                 | «Ситар играл»              | 1:40         |
| 11.                 | «Дерево»                   | 1:54         |
| 12.                 | «Когда-то ты был битником» | 3:56         |
| 13.                 | «На кухне»                 | 3:16         |
| Общая длительность: | Общая длительность:        | 42:07        |

### Ранний вариант
| №                   | Название                   | Длительность |
| ------------------- | -------------------------- | ------------ |
| 1.                  | «Ситар играл»              | 1:38         |
| 2.                  | «Когда-то ты был битником» | 3:57         |
| 3.                  | «Мои друзья»               | 4:31         |
| 4.                  | «На кухне»                 | 3:14         |
| 5.                  | «Время есть, а денег нет»  | 4:13         |
| 6.                  | «Алюминиевые огурцы»       | 3:12         |
| 7.                  | «Солнечные дни»            | 4:05         |
| 8.                  | «Просто хочешь ты знать»   | 3:55         |
| 9.                  | «Восьмиклассница»          | 2:50         |
| 10.                 | «Бездельник № 2»           | 3:50         |
| 11.                 | «Дерево»                   | 1:51         |
| 12.                 | «Асфальт»                  | 3:19         |
| 13.                 | «Бездельник № 1»           | 2:45         |
| Общая длительность: | Общая длительность:        | 43:20        |

## Участники записи
| Кино - Виктор Цой — вокал, акустическая гитара, бас-гитара - Алексей Рыбин — лид-гитара Другие - Андрей Тропилло — флейта, подпевки, сведение - Алексей Вишня — фотографии, обложка Аквариум - Борис Гребенщиков — гитара, колокольчики, подпевки, пианино («На кухне») - Михаил Васильев — драм-машина - Всеволод Гаккель — виолончель - Андрей Романов — флейта, подпевки |

Оборотная сторона обложки